# 101 далматинци II: Приключението на Пач в Лондон
Вижте пояснителната страница за други значения на 101 далматинци.
„101 далматинци II: Приключението на Пач в Лондон“ (на английски: 101 Dalmatians II: Patch's London Adventure) е продължение на хитовата детска анимация от 1961 г. „Сто и един далматинци“. Издаден е директно на видео на 21 януари 2003 г. и печели награди DVDX за най-добър анимационен филм, най-добра режисура, филмова редакция и филмова музика.
 Внимание:  Текстът по-долу разкрива сюжета на произведението (или части от него)!

## Сюжет
Историята продължава събитията от първия филм. Роджър, Анита и голямото кучешко семейство се готвят за преместване в провинцията, където ще има достатъчно простор за 101 далматинци и ще са в безопасност от Круела де Вил. Синът на Понго и Пердита, Пач, не иска да бъде просто едно от многобройните кутрета, а мечтае да стане единствено по рода си куче-чудо като любимия му телевизионен герой, Вихър.
В бъркотията при тръгването Пач е забравен сам в Лондон. Той използва възможността, за да се яви на прослушване за кучета, организирано от продуцентите на шоуто на Вихър. Несполучливият му опит, обаче, буди само присмех.
Партньорът на Вихър, Малък Гръм, разкрива тайната цел на прослушването – продуцентите търсят ново куче-звезда. Застрашен да изгуби работата си, Вихър решава да извърши действителни подвизи, за да докаже, че трябва да остане в шоуто. Неспособен да се справя без готов сценарий, той открива ценен помощник в лицето на наивния Пач, който помни наизуст всички епизоди с Вихър. Двамата се сближават и Пач получава ценни уроци. В същото време Малък Гръм, неудовлетворен от второстепенната си роля в шоуто, уговаря продуцентите той да замести липсващия Вихър като главен герой.
Междувременно Круела де Вил се опитва да се справи с копнежа си към далматински кожи като ангажира ексцентричния художник Ларс да рисува за нея картини на точки. Неудовлетворена от резултата, тя се обръща към старите си познати Хорас и Джаспър за съдействие и те отвличат 98-те кутрета от новия им дом. Ларс е очарован от кученцата и вдъхновен да рисува, но Круела иска от него шедьовър, направен от кожите им, в което той отказва да участва. Тя се връща към първоначалната си идея – да си направи палто от далматински кожи.
Вихър и Пач спасяват пленените кученца и се доказват като герои. Малък Гръм, който неуспешно се е опитвал да им попречи, накрая е отведен заедно с арестуваните Хорас и Джаспър. Круела е изпратена в психиатрична клиника.
В края на филма накратко са представени последвалите събития: Ларс получава признание като художник, благодарение на картина, създадена случайно от Пач; Хорас и Джаспър откриват магазин за дамски стоки от найлон; новата песен на Роджър, вдъхновена от петната на далматинците, става хит. Сцена след надписите показва Пач като новия помощник на Вихър в телевизионното шоу, докато останалите кученца участват като статисти.

## Синхронен дублаж
| Роля       | Изпълнител       |
| ---------- | ---------------- |
| Круела     | Симона Нанова    |
| Пач        | Ния Ралинова     |
| Вихър      | Георги Спасов    |
| Малък гръм | Георги Тодоров   |
| Ларс       | Явор Караиванов  |
| Понго      | Тодор Николов    |
| Роджър     | Ненчо Балабанов  |
| Анита      | Петя Абаджиева   |
| Хоръс      | Петър Добрев     |
| Джаспър    | Николай Кипчев   |
| Пердита    | Мина Костова     |
| Нани       | Йовка Апостолова |

### Други гласове
| Василка Сугарева  |
| Златина Тасева    |
| Поликсена Костова |
| Румелия Знаменова |
| Силвия Петрова    |
| Татяна Етимова    |
| Таня Михайлова    |
| Атанас Сребрев    |
| Георги Георгиев   |
| Георги Стоянов    |
| Живко Джуранов    |
| Здравко Димитров  |
| Лъчезар Стефанов  |
| Мартин Костадинов |
| Николай Пърлев    |
| Орлин Павлов      |
| Петър Върбанов    |
| Петър Калчев      |
| Цветан Ватев      |

### Деца
| Антония Тасева     |
| Анна-Мария Върбани |
| Майкъл Зарков      |
| Никола Тодоров     |
| Павел Петков       |

### Песни
| Песен                   | Изпълнява                               |
| ----------------------- | --------------------------------------- |
| „Точки“                 | Ненчо Балабанов Петя Абаджиева          |
| „Супер Вихър“           | Ненчо Балабанов                         |
| „Далматинска плантация“ | Петя Абаджиева Ненчо Балабанов          |
| „Хапки Хруп-Хруп“       | Десислава Софранова Цветомира Михайлова |
| „Круела де Вил“         | Атанас Сребрев                          |
| „Пробвай пак“           | Мартин Костадинов                       |

### Българска версия
| Обработка                       | Александра Аудио (2008)                 |
| ------------------------------- | --------------------------------------- |
| Режисьор на дублажа             | Симона Нанова                           |
| Превод и адаптация              | Венета Янкова                           |
| Превод на песните               | Десислава Софранова Цветомира Михайлова |
| Музикален режисьор              | Десислава Софранова                     |
| Музикален асистент              | Цветомира Михайлова                     |
| Творчески директор              | Венета Янкова                           |
| Тонрежисьор                     | Пламен Чернев                           |
| Продуцент на българската версия | Disney Character Voices International   |